# Liga de Campeones de la UEFA 2009-10
La Liga de Campeones de la UEFA 2009-10 fue la 55.ª edición de la máxima competición futbolística de clubes de Europa. Se realizaron cambios en las fases de clasificación propuestos y aprobados por la UEFA, organismo rector del fútbol europeo.
La final, disputada en el Estadio Santiago Bernabéu el 22 de mayo de 2010, primera en jugarse un sábado debido a los cambios anteriormente mencionados, enfrentó al Bayern Múnich y al Inter y se saldó con victoria del equipo italiano por 2-0, que se consagró después de 45 años. De esta forma, el Inter se convirtió en el primer equipo italiano en conquistar el triplete (Copa, Liga y Liga de Campeones en una misma temporada) y el sexto en Europa en conseguirlo. Previamente, el equipo lombardo había eliminado al Chelsea inglés en octavos de final, al CSKA Moscú en cuartos y al campeón vigente, Barcelona, en semifinales.
El máximo goleador de la edición fue Lionel Messi, del Barcelona, con 8 goles.
Es importante destacar el 7-2 global de Manchester United al A.C. Milan (heptacampeón de la competición) en octavos de final, ganando en ambos partidos (2-3 en San Siro y 4-0 en Old Trafford). El equipo italiano ya había encajado un resultado global similar anteriormente, un 7-1 frente al FC Barcelona 51 años antes (noviembre de 1959).
Samuel Eto'o se convirtió en el segundo jugador en ganar el torneo con 3 equipos diferentes (Real Madrid, Barcelona e Inter) después de Clarence Seedorf.

## Rondas previas de clasificación
Un total de 76 equipos participaron en esta edición de la Liga de Campeones procedentes de 52 federaciones afiliadas a la UEFA, sin incluir a Liechtenstein que, a pesar de ser miembro, no tiene Liga propia. El ganador de la edición anterior tiene garantizada la participación en la competición directamente a la fase de grupos, sin depender de su clasificación liguera. Estas son las rondas clasificatorias según el nuevo formato:

### Primera ronda previa
Participaron los campeones de las cuatro últimas ligas en la clasificación (50.º a 53.º) del coeficiente UEFA por ligas. El sorteo se celebró el 22 de junio de 2009. La ida se disputó el 30 de junio y el 1 de julio y la vuelta, el 7 y el 8 de julio.
| Local ida  | Resultado      | Local vuelta | Ida | Vuelta |
| ---------- | -------------- | ------------ | --- | ------ |
| Tre Fiori  | 2:2 (4:5 pen.) | Sant Julià   | 1:1 | 1:1    |
| Hibernians | 0:6            | FK Mogren    | 0:2 | 0:4    |

### Segunda ronda previa
Participaron los campeones de las ligas emplazadas entre los puestos 17 y 49 de la clasificación del Coeficiente UEFA por ligas, salvo Liechtenstein. El sorteo se celebró el 22 de junio de 2009. La ida se disputó el 14 y el 15 de julio y la vuelta, el 21 y el 22 de julio.
| Equipo local ida        | Resultado | Equipo visitante ida | Ida | Vuelta |
| ----------------------- | --------- | -------------------- | --- | ------ |
| KF Tirana               | 1:5       | Stabæk IF            | 1:1 | 0:4    |
| WIT Georgia             | 1:3       | NK Maribor           | 0:0 | 1:3    |
| EB/Streymur             | 0:5       | APOEL Nicosia        | 0:2 | 0:3    |
| FC Copenhague           | 12:0      | FK Mogren            | 6:0 | 6:0    |
| Debreceni VSC           | (v)3:3    | Kalmar FF            | 2:0 | 1:3    |
| Makedonija Gorce Petrov | 0:4       | BATE Borisov         | 0:2 | 0:2    |
| FH Hafnarfjörður        | 0:6       | FC Aktobe            | 0:4 | 0:2    |
| FC Pyunik               | 0:3       | NK Dinamo Zagreb     | 0:0 | 0:3    |
| FK Ventspils            | 6:1       | F91 Dudelange        | 3:0 | 3:1    |
| FK Ekranas              | 4:6       | FK Baku              | 2:2 | 2:4    |
| Red Bull Salzburg       | 2:1       | Bohemian FC          | 1:1 | 1:0    |
| HŠK Zrinjski Mostar     | 1:4       | Slovan Bratislava    | 1:0 | 0:4    |
| FC Inter Turku          | 0:2       | FC Sheriff Tiraspol  | 0:1 | 0:1    |
| Rhyl FC                 | 0:12      | Partizan Belgrado    | 0:4 | 0:8    |
| Wisla Cracovia          | 1:2       | FC Levadia Tallinn   | 1:1 | 0:1    |
| Levski Sofia            | 9:0       | UE Sant Julià        | 4:0 | 5:0    |
| Maccabi Haifa FC        | 10:0      | Glentoran FC         | 6:0 | 4:0    |

### Tercera ronda previa
A partir de esta ronda se introdujo uno de los cambios del nuevo formato del torneo. La segunda y la tercera fase de clasificación se dividirán en dos partes: una solo para campeones de liga y otra para los que se hubieran clasificado para la Liga de Campeones sin haber sido campeones. El sorteo se celebró el 17 de julio de 2009. La ida se disputó el 28 y el 29 de julio, mientras que la vuelta se jugó el 4 y el 5 de agosto.

#### Tercera ronda previa para los campeones de Liga
Participaron los 17 equipos clasificados en la segunda fase más los 3 equipos procedentes de las federaciones que están situadas por coeficiente en los puestos 14 a 16.
| Equipo local ida  | Resultado | Equipo visitante ida | Ida | Vuelta |
| ----------------- | --------- | -------------------- | --- | ------ |
| Red Bull Salzburg | 3:2       | Dinamo Zagreb        | 1:1 | 2:1    |
| Slovan Bratislava | 0:4       | Olympiacos           | 0:2 | 0:2    |
| Zürich            | 5:3       | Maribor              | 2:3 | 3:0    |
| APOEL Nicosia     | 2:1       | Partizan Belgrado    | 2:0 | 0:1    |
| Sheriff Tiraspol  | (v.) 1:1  | Slavia Praga         | 0:0 | 1:1    |
| FC Aktobe         | 3:4       | Maccabi Haifa        | 0:0 | 3:4    |
| FK Baku           | 0:2       | Levski Sofia         | 0:0 | 0:2    |
| FK Ventspils      | (v.) 2:2  | BATE Borisov         | 1:0 | 1:2    |
| Levadia Tallinn   | 0:2       | Debreceni            | 0:1 | 0:1    |
| Copenhague        | 3:1       | Stabæk IF            | 3:1 | 0:0    |

#### Tercera ronda previa para los no campeones de Liga
| Equipo local ida   | Resultado | Equipo visitante ida | Ida | Vuelta |
| ------------------ | --------- | -------------------- | --- | ------ |
| Sparta Praga       | 3:4       | Panathinaikos        | 3:1 | 0:3    |
| Shakhtar Donetsk   | 2:2 (v.)  | Timişoara            | 2:2 | 0:0    |
| Sporting de Lisboa | (v)1:1    | Twente               | 0:0 | 1:1    |
| Celtic             | 2:1       | Dinamo Moscú         | 0:1 | 2:0    |
| Anderlecht         | 6:3       | Sivasspor            | 5:0 | 1:3    |

### Cuarta ronda previa (Ronda de play-off)
El sorteo se celebró el 7 de agosto de 2009. La ida se disputó los días 18 y 19 de agosto y la vuelta, los días 25 y 26 de agosto.

#### Ronda de play-off para los campeones de Liga
| Equipo local ida   | Resultado | Equipo visitante ida | Ida | Vuelta |
| ------------------ | --------- | -------------------- | --- | ------ |
| Sheriff Tiraspol   | 0:3       | Olympiacos           | 0:2 | 0:1    |
| Red Bull Salzburgo | 1:5       | Maccabi Haifa        | 1:2 | 0:3    |
| FK Ventspils       | 1:5       | Zürich               | 0:3 | 1:2    |
| Copenhague         | 2:3       | APOEL Nicosia        | 1:0 | 1:3    |
| Levski Sofia       | 1:4       | Debreceni            | 1:2 | 0:2    |

#### Ronda de play-off para los no campeones de Liga
| Equipo local ida   | Resultado | Equipo visitante ida | Ida | Vuelta |
| ------------------ | --------- | -------------------- | --- | ------ |
| Olympique de Lyon  | 8:2       | Anderlecht           | 5:1 | 3:1    |
| Celtic             | 1:5       | Arsenal              | 0:2 | 1:3    |
| FC Timişoara       | 0:2       | Stuttgart            | 0:2 | 0:0    |
| Sporting de Lisboa | 3:3 (v.)  | Fiorentina           | 2:2 | 1:1    |
| Panathinaikos      | 2:5       | Atlético de Madrid   | 2:3 | 0:2    |

## Fase de grupos
El sorteo se celebró el 27 de agosto del 2009 en Mónaco.

### Grupo A
| Pos. | Equipo               | Pts. | PJ | G | E | P | GF | GC | Dif. | Clasificación             |
| ---- | -------------------- | ---- | -- | - | - | - | -- | -- | ---- | ------------------------- |
| 1    | Girondins de Burdeos | 16   | 6  | 5 | 1 | 0 | 12 | 5  | +7   | Acceso a octavos de final |
| 2    | Bayern Múnich        | 10   | 6  | 3 | 1 | 2 | 9  | 5  | +4   | Acceso a octavos de final |
| 3    | Juventus             | 8    | 6  | 2 | 2 | 2 | 4  | 7  | −3   | Acceso a Liga Europa      |
| 4    | Maccabi Haifa        | 0    | 6  | 0 | 0 | 6 | 0  | 8  | −8   |                           |

 Fuente: [cita requerida]
| Fecha            | Lugar                 | Local                | Resultado | Visitante            |
| ---------------- | --------------------- | -------------------- | --------- | -------------------- |
| 15 de septiembre | Olímpico de Turín     | Juventus             | 1:1       | Girondins de Burdeos |
| 15 de septiembre | Ramat Gan Stadium     | Maccabi Haifa        | 0:3       | Bayern Múnich        |
| 30 de septiembre | Fußball Arena München | Bayern Múnich        | 0:0       | Juventus             |
| 30 de septiembre | Jacques Chaban-Delmas | Girondins de Burdeos | 1:0       | Maccabi Haifa        |
| 21 de octubre    | Jacques Chaban-Delmas | Girondins de Burdeos | 2:1       | Bayern Munich        |
| 21 de octubre    | Olímpico de Turín     | Juventus             | 1:0       | Maccabi Haifa        |
| 3 de noviembre   | Fußball Arena München | Bayern Munich        | 0:2       | Girondins de Burdeos |
| 3 de noviembre   | Ramat Gan Stadium     | Maccabi Haifa        | 0:1       | Juventus             |
| 25 de noviembre  | Jacques Chaban-Delmas | Girondins de Burdeos | 2:0       | Juventus             |
| 25 de noviembre  | Fußball Arena München | Bayern Múnich        | 1:0       | Maccabi Haifa        |
| 8 de diciembre   | Olímpico de Turín     | Juventus             | 1:4       | Bayern Múnich        |
| 8 de diciembre   | Ramat Gan Stadium     | Maccabi Haifa        | 0:1       | Girondins de Burdeos |

### Grupo B
| Pos. | Equipo            | Pts. | PJ | G | E | P | GF | GC | Dif. | Clasificación             |
| ---- | ----------------- | ---- | -- | - | - | - | -- | -- | ---- | ------------------------- |
| 1    | Manchester United | 13   | 6  | 4 | 1 | 1 | 10 | 6  | +4   | Acceso a octavos de final |
| 2    | CSKA Moscú        | 10   | 6  | 3 | 1 | 2 | 10 | 10 | 0    | Acceso a octavos de final |
| 3    | Wolfsburgo        | 7    | 6  | 2 | 1 | 3 | 9  | 8  | +1   | Acceso a Liga Europa      |
| 4    | Beşiktaş          | 4    | 6  | 1 | 1 | 4 | 3  | 8  | −5   |                           |

 Fuente: [cita requerida]
| Fecha            | Lugar                | Local             | Resultado | Visitante         |
| ---------------- | -------------------- | ----------------- | --------- | ----------------- |
| 15 de septiembre | VfL Wolfsburgo Arena | Wolfsburgo        | 3:1       | CSKA Moscú        |
| 15 de septiembre | BJK İnönü            | Beşiktaş          | 0:1       | Manchester United |
| 30 de septiembre | Old Trafford         | Manchester United | 2:1       | Wolfsburgo        |
| 30 de septiembre | Olímpico Luzhniki    | CSKA Moscú        | 2:1       | Beşiktaş          |
| 21 de octubre    | Olímpico Luzhniki    | CSKA Moscú        | 0:1       | Manchester United |
| 21 de octubre    | VfL Wolfsburgo Arena | Wolfsburgo        | 0:0       | Beşiktaş          |
| 3 de noviembre   | Old Trafford         | Manchester United | 3:3       | CSKA Moscú        |
| 3 de noviembre   | BJK İnönü            | Beşiktaş          | 0:3       | Wolfsburgo        |
| 25 de noviembre  | Olímpico Luzhniki    | CSKA Moscú        | 2:1       | Wolfsburgo        |
| 25 de noviembre  | Old Trafford         | Manchester United | 0:1       | Beşiktaş          |
| 8 de diciembre   | VfL Wolfsburgo Arena | Wolfsburgo        | 1:3       | Manchester United |
| 8 de diciembre   | BJK İnönü            | Beşiktaş          | 1:2       | CSKA Moscú        |

### Grupo C
| Pos. | Equipo                | Pts. | PJ | G | E | P | GF | GC | Dif. | Clasificación             |
| ---- | --------------------- | ---- | -- | - | - | - | -- | -- | ---- | ------------------------- |
| 1    | Real Madrid           | 13   | 6  | 4 | 1 | 1 | 15 | 7  | +8   | Acceso a octavos de final |
| 2    | Milan                 | 9    | 6  | 2 | 3 | 1 | 8  | 7  | +1   | Acceso a octavos de final |
| 3    | Olympique de Marsella | 7    | 6  | 2 | 1 | 3 | 10 | 10 | 0    | Acceso a Liga Europa      |
| 4    | Zürich                | 4    | 6  | 1 | 1 | 4 | 5  | 14 | −9   |                           |

 Fuente: [cita requerida]
| Fecha            | Lugar             | Local              | Resultado | Visitante          |
| ---------------- | ----------------- | ------------------ | --------- | ------------------ |
| 15 de septiembre | Letzigrund        | Zürich             | 2:5       | Real Madrid        |
| 15 de septiembre | Stade Vélodrome   | Olympique Marsella | 1:2       | Milan              |
| 30 de septiembre | San Siro          | Milan              | 0:1       | Zürich             |
| 30 de septiembre | Santiago Bernabéu | Real Madrid        | 3:0       | Olympique Marsella |
| 21 de octubre    | Santiago Bernabéu | Real Madrid        | 2:3       | Milan              |
| 21 de octubre    | Letzigrund        | Zürich             | 0:1       | Olympique Marsella |
| 3 de noviembre   | San Siro          | Milan              | 1:1       | Real Madrid        |
| 3 de noviembre   | Stade Vélodrome   | Olympique Marsella | 6:1       | Zürich             |
| 25 de noviembre  | Santiago Bernabéu | Real Madrid        | 1:0       | Zürich             |
| 25 de noviembre  | San Siro          | Milan              | 1:1       | Olympique Marsella |
| 8 de diciembre   | Letzigrund        | Zürich             | 1:1       | Milan              |
| 8 de diciembre   | Stade Vélodrome   | Olympique Marsella | 1:3       | Real Madrid        |

### Grupo D
| Pos. | Equipo             | Pts. | PJ | G | E | P | GF | GC | Dif. | Clasificación             |
| ---- | ------------------ | ---- | -- | - | - | - | -- | -- | ---- | ------------------------- |
| 1    | Chelsea            | 14   | 6  | 4 | 2 | 0 | 11 | 4  | +7   | Acceso a octavos de final |
| 2    | Porto              | 12   | 6  | 4 | 0 | 2 | 8  | 3  | +5   | Acceso a octavos de final |
| 3    | Atlético de Madrid | 3    | 6  | 0 | 3 | 3 | 3  | 12 | −9   | Acceso a Liga Europa      |
| 4    | APOEL Nicosia      | 3    | 6  | 0 | 3 | 3 | 4  | 7  | −3   |                           |

 Fuente: [cita requerida]
| Fecha            | Lugar             | Local              | Resultado | Visitante          |
| ---------------- | ----------------- | ------------------ | --------- | ------------------ |
| 15 de septiembre | Stamford Bridge   | Chelsea            | 1:0       | Porto              |
| 15 de septiembre | Vicente Calderón  | Atlético de Madrid | 0:0       | APOEL Nicosia      |
| 30 de septiembre | Estadio GSP       | APOEL Nicosia      | 0:1       | Chelsea            |
| 30 de septiembre | Estádio do Dragão | Porto              | 2:0       | Atlético de Madrid |
| 21 de octubre    | Estádio do Dragão | Porto              | 2:1       | APOEL Nicosia      |
| 21 de octubre    | Stamford Bridge   | Chelsea            | 4:0       | Atlético de Madrid |
| 3 de noviembre   | Estadio GSP       | APOEL Nicosia      | 0:1       | Porto              |
| 3 de noviembre   | Vicente Calderón  | Atlético de Madrid | 2:2       | Chelsea            |
| 25 de noviembre  | Estádio do Dragão | Porto              | 0:1       | Chelsea            |
| 25 de noviembre  | Estadio GSP       | APOEL Nicosia      | 1:1       | Atlético de Madrid |
| 8 de diciembre   | Stamford Bridge   | Chelsea            | 2:2       | APOEL Nicosia      |
| 8 de diciembre   | Vicente Calderón  | Atlético de Madrid | 0:3       | Porto              |

### Grupo E
| Pos. | Equipo            | Pts. | PJ | G | E | P | GF | GC | Dif. | Clasificación             |
| ---- | ----------------- | ---- | -- | - | - | - | -- | -- | ---- | ------------------------- |
| 1    | Fiorentina        | 15   | 6  | 5 | 0 | 1 | 14 | 7  | +7   | Acceso a octavos de final |
| 2    | Olympique de Lyon | 13   | 6  | 4 | 1 | 1 | 12 | 3  | +9   | Acceso a octavos de final |
| 3    | Liverpool         | 7    | 6  | 2 | 1 | 3 | 5  | 7  | −2   | Acceso a Liga Europa      |
| 4    | Debreceni         | 0    | 6  | 0 | 0 | 6 | 5  | 19 | −14  |                           |

 Fuente: [cita requerida]
| Fecha            | Lugar                 | Local          | Resultado | Visitante      |
| ---------------- | --------------------- | -------------- | --------- | -------------- |
| 16 de septiembre | Anfield Road          | Liverpool      | 1:0       | Debreceni      |
| 16 de septiembre | Stade Gerland         | Olympique Lyon | 1:0       | Fiorentina     |
| 29 de septiembre | Artemio Franchi       | Fiorentina     | 2:0       | Liverpool      |
| 29 de septiembre | Estadio Ferenc Puskás | Debreceni      | 0:4       | Olympique Lyon |
| 20 de octubre    | Estadio Ferenc Puskás | Debreceni      | 3:4       | Fiorentina     |
| 20 de octubre    | Anfield Road          | Liverpool      | 1:2       | Olympique Lyon |
| 4 de noviembre   | Artemio Franchi       | Fiorentina     | 5:2       | Debreceni      |
| 4 de noviembre   | Stade Gerland         | Olympique Lyon | 1:1       | Liverpool      |
| 24 de noviembre  | Estadio Ferenc Puskás | Debreceni      | 0:1       | Liverpool      |
| 24 de noviembre  | Artemio Franchi       | Fiorentina     | 1:0       | Olympique Lyon |
| 9 de diciembre   | Anfield Road          | Liverpool      | 1:2       | Fiorentina     |
| 9 de diciembre   | Stade Gerland         | Olympique Lyon | 4:0       | Debreceni      |

### Grupo F
| Pos. | Equipo         | Pts. | PJ | G | E | P | GF | GC | Dif. | Clasificación             |
| ---- | -------------- | ---- | -- | - | - | - | -- | -- | ---- | ------------------------- |
| 1    | Barcelona      | 11   | 6  | 3 | 2 | 1 | 7  | 3  | +4   | Acceso a octavos de final |
| 2    | Inter de Milán | 9    | 6  | 2 | 3 | 1 | 7  | 6  | +1   | Acceso a octavos de final |
| 3    | Rubin Kazán    | 6    | 6  | 1 | 3 | 2 | 4  | 7  | −3   | Acceso a Liga Europa      |
| 4    | Dinamo de Kiev | 5    | 6  | 1 | 2 | 3 | 7  | 9  | −2   |                           |

 Fuente: [cita requerida]
| Fecha            | Lugar                     | Local          | Resultado | Visitante      |
| ---------------- | ------------------------- | -------------- | --------- | -------------- |
| 16 de septiembre | Giuseppe Meazza           | Inter          | 0:0       | Barcelona      |
| 16 de septiembre | Lobanovsky Dynamo Stadium | Dinamo de Kiev | 3:1       | Rubin Kazán    |
| 29 de septiembre | Estadio Central           | Rubin Kazán    | 1:1       | Inter          |
| 29 de septiembre | Camp Nou                  | Barcelona      | 2:0       | Dinamo de Kiev |
| 20 de octubre    | Camp Nou                  | Barcelona      | 1:2       | Rubin Kazán    |
| 20 de octubre    | Giuseppe Meazza           | Inter          | 2:2       | Dinamo de Kiev |
| 4 de noviembre   | Estadio Central           | Rubin Kazán    | 0:0       | Barcelona      |
| 4 de noviembre   | Lobanovsky Dynamo Stadium | Dinamo de Kiev | 1:2       | Inter          |
| 24 de noviembre  | Camp Nou                  | Barcelona      | 2:0       | Inter          |
| 24 de noviembre  | Estadio Central           | Rubin Kazán    | 0:0       | Dinamo de Kiev |
| 9 de diciembre   | Giuseppe Meazza           | Inter          | 2:0       | Rubin Kazán    |
| 9 de diciembre   | Lobanovsky Dynamo Stadium | Dinamo de Kiev | 1:2       | Barcelona      |

### Grupo G
| Pos. | Equipo          | Pts. | PJ | G | E | P | GF | GC | Dif. | Clasificación             |
| ---- | --------------- | ---- | -- | - | - | - | -- | -- | ---- | ------------------------- |
| 1    | Sevilla         | 13   | 6  | 4 | 1 | 1 | 11 | 4  | +7   | Acceso a octavos de final |
| 2    | Stuttgart       | 9    | 6  | 2 | 3 | 1 | 9  | 7  | +2   | Acceso a octavos de final |
| 3    | Unirea Urziceni | 8    | 6  | 2 | 2 | 2 | 8  | 8  | 0    | Acceso a Liga Europa      |
| 4    | Rangers         | 2    | 6  | 0 | 2 | 4 | 4  | 13 | −9   |                           |

 Fuente: [cita requerida]
| Fecha            | Lugar                 | Local           | Resultado | Visitante       |
| ---------------- | --------------------- | --------------- | --------- | --------------- |
| 16 de septiembre | VfB Arena             | Stuttgart       | 1:1       | Glasgow Rangers |
| 16 de septiembre | Ramón Sánchez Pizjuán | Sevilla         | 2:0       | Unirea Urziceni |
| 29 de septiembre | Stadionul Ghencea     | Unirea Urziceni | 1:1       | Stuttgart       |
| 29 de septiembre | Ibrox Stadium         | Glasgow Rangers | 1:4       | Sevilla         |
| 20 de octubre    | Ibrox Stadium         | Glasgow Rangers | 1:4       | Unirea Urziceni |
| 20 de octubre    | VfB Arena             | Stuttgart       | 1:3       | Sevilla         |
| 4 de noviembre   | Stadionul Ghencea     | Unirea Urziceni | 1:1       | Glasgow Rangers |
| 4 de noviembre   | Ramón Sánchez Pizjuán | Sevilla         | 1:1       | Stuttgart       |
| 24 de noviembre  | Ibrox Stadium         | Glasgow Rangers | 0:2       | Stuttgart       |
| 24 de noviembre  | Stadionul Ghencea     | Unirea Urziceni | 1:0       | Sevilla         |
| 9 de diciembre   | VfB Arena             | Stuttgart       | 3:1       | Unirea Urziceni |
| 9 de diciembre   | Ramón Sánchez Pizjuán | Sevilla         | 1:0       | Glasgow Rangers |

### Grupo H
| Pos. | Equipo            | Pts. | PJ | G | E | P | GF | GC | Dif. | Clasificación             |
| ---- | ----------------- | ---- | -- | - | - | - | -- | -- | ---- | ------------------------- |
| 1    | Arsenal           | 13   | 6  | 4 | 1 | 1 | 12 | 5  | +7   | Acceso a octavos de final |
| 2    | Olympiacos        | 10   | 6  | 3 | 1 | 2 | 4  | 5  | −1   | Acceso a octavos de final |
| 3    | Standard de Lieja | 5    | 6  | 1 | 2 | 3 | 7  | 9  | −2   | Acceso a Liga Europa      |
| 4    | AZ Alkmaar        | 4    | 6  | 0 | 4 | 2 | 4  | 8  | −4   |                           |

 Fuente: [cita requerida]
| Fecha            | Lugar                | Local          | Resultado | Visitante      |
| ---------------- | -------------------- | -------------- | --------- | -------------- |
| 16 de septiembre | Georgios Karaiskakis | Olympiacos     | 1:0       | AZ Alkmaar     |
| 16 de septiembre | Maurice Dufrasne     | Standard Lieja | 2:3       | Arsenal        |
| 29 de septiembre | Arsenal Stadium      | Arsenal        | 2:0       | Olympiacos     |
| 29 de septiembre | AZ Stadion           | AZ Alkmaar     | 1:1       | Standard Lieja |
| 20 de octubre    | AZ Stadion           | AZ Alkmaar     | 1:1       | Arsenal        |
| 20 de octubre    | Georgios Karaiskakis | Olympiacos     | 2:1       | Standard Lieja |
| 4 de noviembre   | Arsenal Stadium      | Arsenal        | 4:1       | AZ Alkmaar     |
| 4 de noviembre   | Maurice Dufrasne     | Standard Lieja | 2:0       | Olympiacos     |
| 24 de noviembre  | AZ Stadion           | AZ Alkmaar     | 0:0       | Olympiacos     |
| 24 de noviembre  | Arsenal Stadium      | Arsenal        | 2:0       | Standard Lieja |
| 9 de diciembre   | Georgios Karaiskakis | Olympiacos     | 1:0       | Arsenal        |
| 9 de diciembre   | Maurice Dufrasne     | Standard Lieja | 1:1       | AZ Alkmaar     |

## Segunda fase
|  | Octavos de final                                                    | Octavos de final                                                    | Octavos de final                                                    | Octavos de final                                                    | Octavos de final                                                    |   |    | Cuartos de final                                               | Cuartos de final                                               | Cuartos de final                                               | Cuartos de final                                               | Cuartos de final                                               |  |    | Semifinales                                                      | Semifinales                                                      | Semifinales                                                      | Semifinales                                                      | Semifinales                                                      |  |    | Final                                                | Final                                                | Final                                                |  |
|  | 16 al 24 de febrero de 2010 (ida) 9 al 17 de marzo de 2010 (vuelta) | 16 al 24 de febrero de 2010 (ida) 9 al 17 de marzo de 2010 (vuelta) | 16 al 24 de febrero de 2010 (ida) 9 al 17 de marzo de 2010 (vuelta) | 16 al 24 de febrero de 2010 (ida) 9 al 17 de marzo de 2010 (vuelta) | 16 al 24 de febrero de 2010 (ida) 9 al 17 de marzo de 2010 (vuelta) |   |    | 30 y 31 de marzo de 2010 (ida) 6 y 7 de abril de 2010 (vuelta) | 30 y 31 de marzo de 2010 (ida) 6 y 7 de abril de 2010 (vuelta) | 30 y 31 de marzo de 2010 (ida) 6 y 7 de abril de 2010 (vuelta) | 30 y 31 de marzo de 2010 (ida) 6 y 7 de abril de 2010 (vuelta) | 30 y 31 de marzo de 2010 (ida) 6 y 7 de abril de 2010 (vuelta) |  |    | 20 y 21 de abril de 2010 (ida) 27 y 28 de abril de 2010 (vuelta) | 20 y 21 de abril de 2010 (ida) 27 y 28 de abril de 2010 (vuelta) | 20 y 21 de abril de 2010 (ida) 27 y 28 de abril de 2010 (vuelta) | 20 y 21 de abril de 2010 (ida) 27 y 28 de abril de 2010 (vuelta) | 20 y 21 de abril de 2010 (ida) 27 y 28 de abril de 2010 (vuelta) |  |    | 22 de mayo de 2010 Estadio Santiago Bernabéu, Madrid | 22 de mayo de 2010 Estadio Santiago Bernabéu, Madrid | 22 de mayo de 2010 Estadio Santiago Bernabéu, Madrid |  |
|  |                                                                     |                                                                     |                                                                     |                                                                     |                                                                     |   |    |                                                                |                                                                |                                                                |                                                                |                                                                |  |    |                                                                  |                                                                  |                                                                  |                                                                  |                                                                  |  |    |                                                      |                                                      |                                                      |  |
|  |                                                                     |                                                                     |                                                                     |                                                                     |                                                                     |   |    |                                                                |                                                                |                                                                |                                                                |                                                                |  |    |                                                                  |                                                                  |                                                                  |                                                                  |                                                                  |  |    |                                                      |                                                      |                                                      |  |
|  | 2A                                                                  | Bayern Múnich (v.)                                                  | 2                                                                   | 2                                                                   | 4                                                                   |   |    |                                                                |                                                                |                                                                |                                                                |                                                                |  |    |                                                                  |                                                                  |                                                                  |                                                                  |                                                                  |  |    |                                                      |                                                      |                                                      |  |
|  | 2A                                                                  | Bayern Múnich (v.)                                                  | 2                                                                   | 2                                                                   | 4                                                                   |   |    |                                                                |                                                                |                                                                |                                                                |                                                                |  |    |                                                                  |                                                                  |                                                                  |                                                                  |                                                                  |  |    |                                                      |                                                      |                                                      |  |
|  | 1E                                                                  | Fiorentina                                                          | 1                                                                   | 3                                                                   | 4                                                                   |   |    |                                                                |                                                                |                                                                |                                                                |                                                                |  |    |                                                                  |                                                                  |                                                                  |                                                                  |                                                                  |  |    |                                                      |                                                      |                                                      |  |
|  | 1E                                                                  | Fiorentina                                                          | 1                                                                   | 3                                                                   | 4                                                                   |   | 2A | Bayern Múnich (v.)                                             | 2                                                              | 2                                                              | 4                                                              |                                                                |  |    |                                                                  |                                                                  |                                                                  |                                                                  |                                                                  |  |    |                                                      |                                                      |                                                      |  |
|  |                                                                     |                                                                     |                                                                     |                                                                     |                                                                     |   | 2A | Bayern Múnich (v.)                                             | 2                                                              | 2                                                              | 4                                                              |                                                                |  |    |                                                                  |                                                                  |                                                                  |                                                                  |                                                                  |  |    |                                                      |                                                      |                                                      |  |
|  |                                                                     |                                                                     | 1B                                                                  | Manchester United                                                   | 1                                                                   | 3 | 4  |                                                                |                                                                |                                                                |                                                                |                                                                |  |    |                                                                  |                                                                  |                                                                  |                                                                  |                                                                  |  |    |                                                      |                                                      |                                                      |  |
|  | 2C                                                                  | Milan                                                               | 1B                                                                  | Manchester United                                                   | 1                                                                   | 3 | 4  | 2                                                              | 0                                                              | 2                                                              |                                                                |                                                                |  |    |                                                                  |                                                                  |                                                                  |                                                                  |                                                                  |  |    |                                                      |                                                      |                                                      |  |
|  | 2C                                                                  | Milan                                                               |                                                                     |                                                                     |                                                                     |   |    |                                                                |                                                                | 2                                                              |                                                                |                                                                |  |    |                                                                  |                                                                  |                                                                  |                                                                  |                                                                  |  |    |                                                      |                                                      |                                                      |  |
|  | 1B                                                                  | Manchester United                                                   | 3                                                                   | 4                                                                   | 7                                                                   |   |    |                                                                |                                                                |                                                                |                                                                |                                                                |  |    |                                                                  |                                                                  |                                                                  |                                                                  |                                                                  |  |    |                                                      |                                                      |                                                      |  |
|  | 1B                                                                  | Manchester United                                                   | 3                                                                   | 4                                                                   | 7                                                                   |   |    |                                                                |                                                                |                                                                |                                                                |                                                                |  | 2A | Bayern Múnich                                                    | 1                                                                | 3                                                                | 4                                                                |                                                                  |  |    |                                                      |                                                      |                                                      |  |
|  |                                                                     |                                                                     |                                                                     |                                                                     |                                                                     |   |    |                                                                |                                                                |                                                                |                                                                |                                                                |  | 2A | Bayern Múnich                                                    | 1                                                                | 3                                                                | 4                                                                |                                                                  |  |    |                                                      |                                                      |                                                      |  |
|  |                                                                     |                                                                     | 2E                                                                  | Olympique de Lyon                                                   | 0                                                                   | 0 | 0  |                                                                |                                                                |                                                                |                                                                |                                                                |  |    |                                                                  |                                                                  |                                                                  |                                                                  |                                                                  |  |    |                                                      |                                                      |                                                      |  |
|  | 2E                                                                  | Olympique de Lyon                                                   | 2E                                                                  | Olympique de Lyon                                                   | 0                                                                   | 0 | 0  | 1                                                              | 1                                                              | 2                                                              |                                                                |                                                                |  |    |                                                                  |                                                                  |                                                                  |                                                                  |                                                                  |  |    |                                                      |                                                      |                                                      |  |
|  | 2E                                                                  | Olympique de Lyon                                                   |                                                                     |                                                                     |                                                                     |   |    |                                                                |                                                                | 2                                                              |                                                                |                                                                |  |    |                                                                  |                                                                  |                                                                  |                                                                  |                                                                  |  |    |                                                      |                                                      |                                                      |  |
|  | 1C                                                                  | Real Madrid                                                         | 0                                                                   | 1                                                                   | 1                                                                   |   |    |                                                                |                                                                |                                                                |                                                                |                                                                |  |    |                                                                  |                                                                  |                                                                  |                                                                  |                                                                  |  |    |                                                      |                                                      |                                                      |  |
|  | 1C                                                                  | Real Madrid                                                         | 0                                                                   | 1                                                                   | 1                                                                   |   | 2E | Olympique de Lyon                                              | 3                                                              | 0                                                              | 3                                                              |                                                                |  |    |                                                                  |                                                                  |                                                                  |                                                                  |                                                                  |  |    |                                                      |                                                      |                                                      |  |
|  |                                                                     |                                                                     |                                                                     |                                                                     |                                                                     |   | 2E | Olympique de Lyon                                              | 3                                                              | 0                                                              | 3                                                              |                                                                |  |    |                                                                  |                                                                  |                                                                  |                                                                  |                                                                  |  |    |                                                      |                                                      |                                                      |  |
|  |                                                                     |                                                                     | 1A                                                                  | Girondins de Burdeos                                                | 1                                                                   | 1 | 2  |                                                                |                                                                |                                                                |                                                                |                                                                |  |    |                                                                  |                                                                  |                                                                  |                                                                  |                                                                  |  |    |                                                      |                                                      |                                                      |  |
|  | 2H                                                                  | Olympiacos                                                          | 1A                                                                  | Girondins de Burdeos                                                | 1                                                                   | 1 | 2  | 0                                                              | 1                                                              | 1                                                              |                                                                |                                                                |  |    |                                                                  |                                                                  |                                                                  |                                                                  |                                                                  |  |    |                                                      |                                                      |                                                      |  |
|  | 2H                                                                  | Olympiacos                                                          |                                                                     |                                                                     |                                                                     |   |    |                                                                |                                                                | 1                                                              |                                                                |                                                                |  |    |                                                                  |                                                                  |                                                                  |                                                                  |                                                                  |  |    |                                                      |                                                      |                                                      |  |
|  | 1A                                                                  | Girondins de Burdeos                                                | 1                                                                   | 2                                                                   | 3                                                                   |   |    |                                                                |                                                                |                                                                |                                                                |                                                                |  |    |                                                                  |                                                                  |                                                                  |                                                                  |                                                                  |  |    |                                                      |                                                      |                                                      |  |
|  | 1A                                                                  | Girondins de Burdeos                                                | 1                                                                   | 2                                                                   | 3                                                                   |   |    |                                                                |                                                                |                                                                |                                                                |                                                                |  |    |                                                                  |                                                                  |                                                                  |                                                                  |                                                                  |  | 2A | Bayern Múnich                                        | 0                                                    |                                                      |  |
|  |                                                                     |                                                                     |                                                                     |                                                                     |                                                                     |   |    |                                                                |                                                                |                                                                |                                                                |                                                                |  |    |                                                                  |                                                                  |                                                                  |                                                                  |                                                                  |  | 2A | Bayern Múnich                                        | 0                                                    |                                                      |  |
|  |                                                                     |                                                                     | 2F                                                                  | Inter de Milán                                                      | 2                                                                   |   |    |                                                                |                                                                |                                                                |                                                                |                                                                |  |    |                                                                  |                                                                  |                                                                  |                                                                  |                                                                  |  |    |                                                      |                                                      |                                                      |  |
|  | 2F                                                                  | Inter de Milán                                                      | 2F                                                                  | Inter de Milán                                                      | 2                                                                   | 2 | 1  | 3                                                              |                                                                |                                                                |                                                                |                                                                |  |    |                                                                  |                                                                  |                                                                  |                                                                  |                                                                  |  |    |                                                      |                                                      |                                                      |  |
|  | 2F                                                                  | Inter de Milán                                                      |                                                                     |                                                                     |                                                                     |   |    |                                                                |                                                                |                                                                |                                                                |                                                                |  |    |                                                                  |                                                                  |                                                                  |                                                                  |                                                                  |  |    |                                                      |                                                      |                                                      |  |
|  | 1D                                                                  | Chelsea                                                             | 1                                                                   | 0                                                                   | 1                                                                   |   |    |                                                                |                                                                |                                                                |                                                                |                                                                |  |    |                                                                  |                                                                  |                                                                  |                                                                  |                                                                  |  |    |                                                      |                                                      |                                                      |  |
|  | 1D                                                                  | Chelsea                                                             | 1                                                                   | 0                                                                   | 1                                                                   |   | 2F | Inter de Milán                                                 | 1                                                              | 1                                                              | 2                                                              |                                                                |  |    |                                                                  |                                                                  |                                                                  |                                                                  |                                                                  |  |    |                                                      |                                                      |                                                      |  |
|  |                                                                     |                                                                     |                                                                     |                                                                     |                                                                     |   | 2F | Inter de Milán                                                 | 1                                                              | 1                                                              | 2                                                              |                                                                |  |    |                                                                  |                                                                  |                                                                  |                                                                  |                                                                  |  |    |                                                      |                                                      |                                                      |  |
|  |                                                                     |                                                                     | 2B                                                                  | CSKA Moscú                                                          | 0                                                                   | 0 | 0  |                                                                |                                                                |                                                                |                                                                |                                                                |  |    |                                                                  |                                                                  |                                                                  |                                                                  |                                                                  |  |    |                                                      |                                                      |                                                      |  |
|  | 2B                                                                  | CSKA Moscú                                                          | 2B                                                                  | CSKA Moscú                                                          | 0                                                                   | 0 | 0  | 1                                                              | 2                                                              | 3                                                              |                                                                |                                                                |  |    |                                                                  |                                                                  |                                                                  |                                                                  |                                                                  |  |    |                                                      |                                                      |                                                      |  |
|  | 2B                                                                  | CSKA Moscú                                                          |                                                                     |                                                                     |                                                                     |   |    |                                                                |                                                                | 3                                                              |                                                                |                                                                |  |    |                                                                  |                                                                  |                                                                  |                                                                  |                                                                  |  |    |                                                      |                                                      |                                                      |  |
|  | 1G                                                                  | Sevilla                                                             | 1                                                                   | 1                                                                   | 2                                                                   |   |    |                                                                |                                                                |                                                                |                                                                |                                                                |  |    |                                                                  |                                                                  |                                                                  |                                                                  |                                                                  |  |    |                                                      |                                                      |                                                      |  |
|  | 1G                                                                  | Sevilla                                                             | 1                                                                   | 1                                                                   | 2                                                                   |   |    |                                                                |                                                                |                                                                |                                                                |                                                                |  | 2F | Inter de Milán                                                   | 3                                                                | 0                                                                | 3                                                                |                                                                  |  |    |                                                      |                                                      |                                                      |  |
|  |                                                                     |                                                                     |                                                                     |                                                                     |                                                                     |   |    |                                                                |                                                                |                                                                |                                                                |                                                                |  | 2F | Inter de Milán                                                   | 3                                                                | 0                                                                | 3                                                                |                                                                  |  |    |                                                      |                                                      |                                                      |  |
|  |                                                                     |                                                                     | 1F                                                                  | Barcelona                                                           | 1                                                                   | 1 | 2  |                                                                |                                                                |                                                                |                                                                |                                                                |  |    |                                                                  |                                                                  |                                                                  |                                                                  |                                                                  |  |    |                                                      |                                                      |                                                      |  |
|  | 2D                                                                  | Porto                                                               | 1F                                                                  | Barcelona                                                           | 1                                                                   | 1 | 2  | 2                                                              | 0                                                              | 2                                                              |                                                                |                                                                |  |    |                                                                  |                                                                  |                                                                  |                                                                  |                                                                  |  |    |                                                      |                                                      |                                                      |  |
|  | 2D                                                                  | Porto                                                               |                                                                     |                                                                     |                                                                     |   |    |                                                                |                                                                | 2                                                              |                                                                |                                                                |  |    |                                                                  |                                                                  |                                                                  |                                                                  |                                                                  |  |    |                                                      |                                                      |                                                      |  |
|  | 1H                                                                  | Arsenal                                                             | 1                                                                   | 5                                                                   | 6                                                                   |   |    |                                                                |                                                                |                                                                |                                                                |                                                                |  |    |                                                                  |                                                                  |                                                                  |                                                                  |                                                                  |  |    |                                                      |                                                      |                                                      |  |
|  | 1H                                                                  | Arsenal                                                             | 1                                                                   | 5                                                                   | 6                                                                   |   | 1H | Arsenal                                                        | 2                                                              | 1                                                              | 3                                                              |                                                                |  |    |                                                                  |                                                                  |                                                                  |                                                                  |                                                                  |  |    |                                                      |                                                      |                                                      |  |
|  |                                                                     |                                                                     |                                                                     |                                                                     |                                                                     |   | 1H | Arsenal                                                        | 2                                                              | 1                                                              | 3                                                              |                                                                |  |    |                                                                  |                                                                  |                                                                  |                                                                  |                                                                  |  |    |                                                      |                                                      |                                                      |  |
|  |                                                                     |                                                                     | 1F                                                                  | Barcelona                                                           | 2                                                                   | 4 | 6  |                                                                |                                                                |                                                                |                                                                |                                                                |  |    |                                                                  |                                                                  |                                                                  |                                                                  |                                                                  |  |    |                                                      |                                                      |                                                      |  |
|  | 2G                                                                  | Stuttgart                                                           | 1F                                                                  | Barcelona                                                           | 2                                                                   | 4 | 6  | 1                                                              | 0                                                              | 1                                                              |                                                                |                                                                |  |    |                                                                  |                                                                  |                                                                  |                                                                  |                                                                  |  |    |                                                      |                                                      |                                                      |  |
|  | 2G                                                                  | Stuttgart                                                           |                                                                     |                                                                     |                                                                     |   |    |                                                                |                                                                | 1                                                              |                                                                |                                                                |  |    |                                                                  |                                                                  |                                                                  |                                                                  |                                                                  |  |    |                                                      |                                                      |                                                      |  |
|  | 1F                                                                  | Barcelona                                                           | 1                                                                   | 4                                                                   | 5                                                                   |   |    |                                                                |                                                                |                                                                |                                                                |                                                                |  |    |                                                                  |                                                                  |                                                                  |                                                                  |                                                                  |  |    |                                                      |                                                      |                                                      |  |
|  | 1F                                                                  | Barcelona                                                           | 1                                                                   | 4                                                                   | 5                                                                   |   |    |                                                                |                                                                |                                                                |                                                                |                                                                |  |    |                                                                  |                                                                  |                                                                  |                                                                  |                                                                  |  |    |                                                      |                                                      |                                                      |  |
|  |                                                                     |                                                                     |                                                                     |                                                                     |                                                                     |   |    |                                                                |                                                                |                                                                |                                                                |                                                                |  |    |                                                                  |                                                                  |                                                                  |                                                                  |                                                                  |  |    |                                                      |                                                      |                                                      |  |

### Octavos de final
El sorteo para los octavos de final de la Liga de Campeones de la UEFA 2009-10 se celebró el 18 de diciembre de 2009 a las 12:00 h (CET) y sujeto a las condiciones que impedían enfrentarse a equipos del mismo país ni de la misma fase de grupos de la competición entre ellos. Los equipos clasificados como primeros de grupo jugarán el encuentro de vuelta en su estadio. Los partidos de ida de los octavos de final se jugaron los días 16-17 de febrero y 23-24 de febrero de 2010, mientras que los partidos de vuelta se jugaron los días 9-10 de marzo y 16-17 de marzo. Los emparejamientos de octavos no condicionan los de cuartos de final, ya que se realizó el 19 de marzo de 2010 en un nuevo sorteo sin restricciones que decidió esos emparejamientos y los de semifinales. Cabe destacar el 7-2 global que le infligió el Manchester United al Milan, heptacampeón de Europa, en octavos de final.
El Inter y el Chelsea se enfrentaron en uno de los duelos con más morbo de los octavos de final, marcado por la presencia de Mourinho, que se enfrentaba por primera vez al equipo que entrenó durante varias temporadas y del que finalmente se marchó en 2007 por la puerta de atrás. El Chelsea partía como favorito para pasar la eliminatoria, pero el conjunto neroazzurro desplegó un mejor planteamiento que arruinó los planes de los de Ancelotti con un tempranero gol de Milito al minuto 3 y otro de Cambiasso, instantes después del empate blue en el segundo tiempo, que consiguieron la importante victoria en San Siro por 2 goles a 1. El equipo londinense partió en la vuelta con el aliciente de poder pasar la eliminatoria con un solo gol, pero los lombardos no pusieron las cosas fáciles y plantearon el partido de forma muy eficiente. Un tanto de Samuel Eto'o en el minuto 78 silenció al Stamford Bridge y dejó al Chelsea fuera de los cuartos de final, 4 años después de que otro tanto del camerunés resultase decisivo para eliminar a los blues en octavos.
El Sevilla llegó a los octavos de final tras una asequible fase de grupos con ganas de demostrar que no solo es un grande en España, sino también en Europa. En un principio, parecía que el CSKA Moscú no plantearía demasiadas dificultades, nada más lejos de la realidad. En la ida, disputada en el estadio Olímpico Luzhnikí, el Sevilla se adelantó de la mano de Negredo en el minuto 25 y desde ahí el partido fue un libro abierto para los sevillistas, que desbordaban constantemente, pero a pesar de todo, vieron como en el minuto 66 el chileno Mark González se sacaba de la chistera un precioso zurdazo que dejaba todo por decidir en el Pizjuán. Aunque el Sevilla partía como favorito por el goal average, el entrenador ruso, Slutski, avisó de que la eliminatoria estaba al 50% para cada equipo. En el estadio Ramón Sánchez Pizjuán, el Sevilla comenzó dando el primer susto con una clamorosa ocasión que Luís Fabiano mandó a las nubes. En el minuto 39 llegó el primer gol de los rusos, un tiro de Necid ajustado al palo ante el que Palop nada pudo hacer y apenas 1 minuto y medio después Perotti respondía poniendo las tablas tras empujar el balón en una jugada colectiva que mandó el partido al descanso con la eliminatoria igualada. En la segunda parte, ambos equipos salieron a hacer un planteamiento con menor riesgo, pero en el minuto 55, Palop erró en un lanzamiento de falta del japonés Honda y condenó a su equipo, que si bien no se rindió, en ningún momento dio muestras de poder remontar la eliminatoria.
| 16 de febrero de 2010 | Olympique de Lyon | 1:0 (0:0) | Real Madrid | Stade Gerland, Lyon                                                      |                                                                          |
|                       | Makoun 47'        | Reporte   |             | Asistencia: 40.000 espectadores Árbitro(s): Martin Atkinson (Inglaterra) | Asistencia: 40.000 espectadores Árbitro(s): Martin Atkinson (Inglaterra) |

| 10 de marzo de 2010 | Real Madrid | 1:1 (1:0) | Olympique de Lyon | Santiago Bernabéu, Madrid                                           |                                                                     |
|                     | Ronaldo 6'  | Reporte   | Pjanić 75'        | Asistencia: 71.569 espectadores Árbitro(s): Nicola Rizzoli (Italia) | Asistencia: 71.569 espectadores Árbitro(s): Nicola Rizzoli (Italia) |

| 16 de febrero de 2010 | Milan                       | 2:3 (1:1) | Manchester United             | Estadio Giuseppe Meazza, Milán                                              |                                                                             |
|                       | Ronaldinho 3' · Seedorf 85' | Reporte   | Scholes 36' · Rooney 66', 74' | Asistencia: 78.587 espectadores Árbitro(s): Olegário Benquerença (Portugal) | Asistencia: 78.587 espectadores Árbitro(s): Olegário Benquerença (Portugal) |

| 10 de marzo de 2010 | Manchester United                         | 4:0 (1:0) | Milan | Old Trafford, Mánchester                                            |                                                                     |
|                     | Rooney 13', 46' · Park 59' · Fletcher 88' | Reporte   |       | Asistencia: 74.595 espectadores Árbitro(s): Massimo Busacca (Suiza) | Asistencia: 74.595 espectadores Árbitro(s): Massimo Busacca (Suiza) |

| 17 de febrero de 2010 | Bayern Múnich            | 2:1 (1:0) | Fiorentina   | Fußball Arena München, Munich                                            |                                                                          |
|                       | Robben 45+3' · Klose 89' | Reporte   | Krøldrup 50' | Asistencia: 66.000 espectadores Árbitro(s): Tom Henning Ovrebo (Noruega) | Asistencia: 66.000 espectadores Árbitro(s): Tom Henning Ovrebo (Noruega) |

| 9 de marzo de 2010 | Fiorentina                    | 3:2 (1:0) | Bayern Múnich               | Estadio Artemio Franchi, Florencia                                            |                                                                               |
|                    | Vargas 28' · Jovetić 54', 64' | Reporte   | Van Bommel 60' · Robben 65' | Asistencia: 42.762 espectadores Árbitro(s): Alberto Undiano Mallenco (España) | Asistencia: 42.762 espectadores Árbitro(s): Alberto Undiano Mallenco (España) |

| 17 de febrero de 2010 | Porto                   | 2:1 (1:1) | Arsenal      | Estádio do Dragão, Oporto                                           |                                                                     |
|                       | Varela 11' · Falcao 51' | Reporte   | Campbell 18' | Asistencia: 40.717 espectadores Árbitro(s): Martin Hansson (Suecia) | Asistencia: 40.717 espectadores Árbitro(s): Martin Hansson (Suecia) |

| 9 de marzo de 2010 | Arsenal                                          | 5:0 (2:0) | Porto | Emirates Stadium, Londres                                                |                                                                          |
|                    | Bendtner 10', 25', 90+1' · Nasri 63' · Eboué 66' | Reporte   |       | Asistencia: 59.661 espectadores Árbitro(s): Frank De Bleeckere (Bélgica) | Asistencia: 59.661 espectadores Árbitro(s): Frank De Bleeckere (Bélgica) |

| 23 de febrero de 2010 | Stuttgart | 1:1 (1:0) | Barcelona       | VfB Arena, Stuttgart                                                     |                                                                          |
|                       | Cacau 25' | Reporte   | Ibrahimović 52' | Asistencia: 39.430 espectadores Árbitro(s): Bjorn Kuipers (Países Bajos) | Asistencia: 39.430 espectadores Árbitro(s): Bjorn Kuipers (Países Bajos) |

| 17 de marzo de 2010 | Barcelona                              | 4:0 (2:0) | Stuttgart | Camp Nou, Barcelona                                                  |                                                                      |
|                     | Messi 13', 60' · Pedro 22' · Bojan 89' | Reporte   |           | Asistencia: 88.543 espectadores Árbitro(s): Alain Hamer (Luxemburgo) | Asistencia: 88.543 espectadores Árbitro(s): Alain Hamer (Luxemburgo) |

| 23 de febrero de 2010 | Olympiacos | 0:1 (0:1) | Girondins de Burdeos | Georgios Karaiskakis, Grecia                                         |                                                                      |
|                       |            | Reporte   | Ciani 45+2'          | Asistencia: 29.773 espectadores Árbitro(s): Howard Webb (Inglaterra) | Asistencia: 29.773 espectadores Árbitro(s): Howard Webb (Inglaterra) |

| 17 de marzo de 2010 | Girondins de Burdeos      | 2:1 (1:0) | Olympiacos    | Stade Jacques Chaban-Delmas, Burdeos                                        |                                                                             |
|                     | Gourcuff 5' · Chamakh 88' | Reporte   | Mitroglou 65' | Asistencia: 31.004 espectadores Árbitro(s): Olegário Benquerença (Portugal) | Asistencia: 31.004 espectadores Árbitro(s): Olegário Benquerença (Portugal) |

| 24 de febrero de 2010 | Inter de Milán            | 2:1 (1:0) | Chelsea   | Estadio Giuseppe Meazza, Milán                                              |                                                                             |
|                       | Milito 3' · Cambiasso 55' | Reporte   | Kalou 51' | Asistencia: 78.971 espectadores Árbitro(s): Manuel Mejuto González (España) | Asistencia: 78.971 espectadores Árbitro(s): Manuel Mejuto González (España) |

| 16 de marzo de 2010 | Chelsea | 0:1 (0:0) | Inter de Milán | Stamford Bridge, Londres                                              |                                                                       |
|                     |         | Reporte   | Eto'o 78'      | Asistencia: 38.107 espectadores Árbitro(s): Wolfgang Stark (Alemania) | Asistencia: 38.107 espectadores Árbitro(s): Wolfgang Stark (Alemania) |

| 24 de febrero de 2010 | CSKA Moscú   | 1:1 (0:1) | Sevilla     | Estadio Olímpico Luzhnikí, Moscú                                   |                                                                    |
|                       | González 66' | Reporte   | Negredo 25' | Asistencia: 28.600 espectadores Árbitro(s): Felix Brych (Alemania) | Asistencia: 28.600 espectadores Árbitro(s): Felix Brych (Alemania) |

| 16 de marzo de 2010 | Sevilla     | 1:2 (1:1) | CSKA Moscú            | Ramón Sánchez Pizjuán, Sevilla                                      |                                                                     |
|                     | Perotti 41' | Reporte   | Necid 39' · Honda 55' | Asistencia: 29.666 espectadores Árbitro(s): Viktor Kassai (Hungría) | Asistencia: 29.666 espectadores Árbitro(s): Viktor Kassai (Hungría) |

### Cuartos de final
El sorteo de cuartos de final se dio el 18 de marzo del 2010 en Nyon. El mismo propició un duelo francés entre Olympique Lyon y Girondins de Burdeos. No obstante Lyon partía en mejor estado de forma a juzgar por las dos últimas campañas ligueras en el país galo. Girondins de Burdeos  carecía de la experiencia que los de Claude Puel habían acumulado en las últimas temporadas. En la ida, el Lyon fue superior y de la mano de su delantero y jugador estrella, Lisandro López supo imponerse al equipo de Burdeos por 3-1, dejando la eliminatoria prácticamente sentenciada. El Girondins, que confiaba en la remontada estuvo a punto de dar la vuelta a la eliminatoria en el Stade Jacques Chaban-Delmas cuando un gol de Marouane Chamakh al filo del descanso puso contra las cuerdas al Lyon durante toda la segunda mitad, que a pesar del empuje de los jugadores de Blanc, supo aguantar el tipo y plantarse en semifinales, gracias en parte a las intervenciones de su guardameta, Hugo Lloris.
Bayern Múnich y Manchester United se enfrentaron en el duelo más atractivo de la eliminatoria de cuartos, nueve años después de su último cruce. El partido disputado en Múnich fue bastante disputado, ya que aunque el equipo de Ferguson supo adelantarse 0-1 de la mano de Rooney y estrelló dos balones contra el palo, vio como la fortuna se aliaba con los de van Gaal, que lograron empatar el partido con un gol de falta directa de Ribéry tras rebotar el cuero en Rooney y desviarse. Ya en el descuento, Olic supo aprovechar un despiste de Evra para batir a Van der Sar y establecer el definitivo 2-1, dejando la eliminatoria abierta. Todo hacía presagiar que la vuelta sería igualmente disputada y así fue, ya que en Old Trafford, los Red Devils llegaron a ponerse delante por 3-0 tras un tempranero gol de Gibson y un doblete de Nani. El equipo bávaro, lejos de tirar la toalla recortó distancias al borde del descanso por medio de Olic y logró poner contra las cuerdas a los ingleses en los minutos finales de la primera mitad. En la segunda parte, el conjunto alemán se vino arriba con la expulsión de Rafael y obtuvo su premio con un gol de volea de Robben en el minuto 74 que daba el pase a semifinales al Bayern gracias a la regla del gol de visitante, dejando la ronda de semifinales de la competición sin equipos ingleses por primera vez desde 2003.
El Barcelona y el Arsenal volvieron a verse las caras cuatro años después de la final de París, en un cruce marcado por el regreso del francés Thierry Henry a la que fue su casa durante ocho años y el frustrado debut del capitán gunner, Cesc Fàbregas, en el estadio del equipo donde se formó. El conjunto blaugrana se mostró superior al equipo londinense a lo largo de toda la eliminatoria; en el partido disputado en el Emirates Stadium los de Guardiola desplegaron una enorme exhibición de juego y lograron adelantarse por 0-2 en el marcador; sin embargo, la entrada de Theo Walcott en la segunda mitad supuso el revulsivo inglés ante un Barça que se confió y vio como los de Wenger empataban con goles del propio Walcott y de Cesc tras un riguroso penalti sobre este último que supuso la expulsión del capitán culé, Carles Puyol. El partido de vuelta estuvo marcado por las notables bajas de ambos equipos (Cesc, Arshavin, Song y Gallas por parte del Arsenal e Ibrahimović, Puyol y Piqué en el lado azulgrana). El gol inicial del danés Bendtner en el minuto 18 fue neutralizado tan solo 3 minutos después, gracias a un pletórico Messi que ofreció una exposición de su mejor juego con 4 goles que sentenciaron la eliminatoria del lado del Barça.
En el duelo más desigual de los cuartos el Inter supo resolver la eliminatoria ante un flojo CSKA Moscú. Si bien el juego del equipo de Mourinho no destacó por su vistosidad nunca se vio en peligro su clasificación, ya que supo imponerse por la mínima ante un rival que lejos de crear un peligro real, supo aguantar las múltiples llegadas locales en una gran tarde del guardameta Akinfeev hasta que Milito sacó un zapatazo desde el borde del área que el meta ruso no tuvo nada que hacer. En la vuelta, a pesar de que el CSKA confiaba con la posibilidad de aprovechar el frío clima ruso para intentar dar la sorpresa, el Inter logró sentenciar la eliminatoria con un tempranero gol de libre directo de Sneijder que les llevaría a disputar su primera semifinal de Champions en siete años.
| 30 de marzo de 2010 | Olympique de Lyon              | 3:1 (2:1) | Girondins de Burdeos | Stade Gerland, Lyon                                                |                                                                    |
|                     | Lisandro 10', 77' · Bastos 32' | Reporte   | Chamakh 14'          | Asistencia: 37.859 espectadores Árbitro(s): Felix Brych (Alemania) | Asistencia: 37.859 espectadores Árbitro(s): Felix Brych (Alemania) |

| 7 de abril de 2010 | Girondins de Burdeos | 1:0 (1:0) | Olympique de Lyon | Stade Jacques Chaban-Delmas, Burdeos                                          |                                                                               |
|                    | Chamakh 45'          | Reporte   |                   | Asistencia: 31.962 espectadores Árbitro(s): Alberto Undiano Mallenco (España) | Asistencia: 31.962 espectadores Árbitro(s): Alberto Undiano Mallenco (España) |

| 30 de marzo de 2010 | Bayern Múnich           | 2:1 (0:1) | Manchester United | Fußball Arena München, Múnich                                            |                                                                          |
|                     | Ribéry 77' · Olić 90+2' | Reporte   | Rooney 2'         | Asistencia: 66.000 espectadores Árbitro(s): Frank De Bleeckere (Bélgica) | Asistencia: 66.000 espectadores Árbitro(s): Frank De Bleeckere (Bélgica) |

| 7 de abril de 2010 | Manchester United        | 3:2 (3:1) | Bayern Múnich         | Old Trafford, Mánchester                                            |                                                                     |
|                    | Gibson 3' · Nani 7', 41' | Reporte   | Olić 43' · Robben 74' | Asistencia: 74.482 espectadores Árbitro(s): Nicola Rizzoli (Italia) | Asistencia: 74.482 espectadores Árbitro(s): Nicola Rizzoli (Italia) |

| 31 de marzo de 2010 | Arsenal                    | 2:2 (0:0) | Barcelona           | Emirates Stadium, Londres                                           |                                                                     |
|                     | Walcott 69' · Fàbregas 85' | Reporte   | Ibrahimović 46' 59' | Asistencia: 59.572 espectadores Árbitro(s): Massimo Busacca (Suiza) | Asistencia: 59.572 espectadores Árbitro(s): Massimo Busacca (Suiza) |

| 6 de abril de 2010 | Barcelona             | 4:1 (3:1) | Arsenal      | Camp Nou, Barcelona                                                   |                                                                       |
|                    | Messi 20' 37' 42' 88' | Reporte   | Bendtner 18' | Asistencia: 93.330 espectadores Árbitro(s): Wolfgang Stark (Alemania) | Asistencia: 93.330 espectadores Árbitro(s): Wolfgang Stark (Alemania) |

| 31 de marzo de 2010 | Inter de Milán | 1:0 (0:0) | CSKA Moscú | Estadio Giuseppe Meazza, Milán                                       |                                                                      |
|                     | Milito 65'     | Reporte   |            | Asistencia: 69.398 espectadores Árbitro(s): Howard Webb (Inglaterra) | Asistencia: 69.398 espectadores Árbitro(s): Howard Webb (Inglaterra) |

| 6 de abril de 2010 | CSKA Moscú | 0:1 (0:1) | Inter de Milán | Estadio Olímpico Luzhniki, Moscú                                      |                                                                       |
|                    |            | Reporte   | Sneijder 6'    | Asistencia: 54.400 espectadores Árbitro(s): Stéphane Lannoy (Francia) | Asistencia: 54.400 espectadores Árbitro(s): Stéphane Lannoy (Francia) |

### Semifinales
Inter y Barcelona volvieron a verse las caras tras enfrentarse en la fase de grupos. Si bien entonces el conjunto blaugrana supo imponerse a los neroazzurri, la eliminatoria mostró un color distinto. En la ida, disputada en el Giuseppe Meazza, el Barça encontró fácilmente el gol gracias a Pedro, pero poco más de diez minutos después, el Inter logró igualar gracias a Sneijder, para sentenciar en el segundo tiempo con los tantos de Maicon, y Milito. En el Camp Nou, los intentos del equipo de Guardiola por darle la vuelta a la eliminatoria se toparon con el muro defensivo del conjunto lombardo. Los azulgranas tan solo lograron un agónico gol por parte de Piqué. El planteamiento pragmático del Inter durante toda la eliminatoria le permitió acceder de nuevo a una final de la Copa de Europa 38 años después de su enfrentamiento ante el Ajax Ámsterdam en 1972.
Después de pasar a cuartos de final y a semifinales gracias a la regla de gol de visitante, el Bayern Munich se enfrentaba al Olympique Lyon primero de local, en Allianz Arena. En este partido también cabe destacar la expulsión de Franck Ribéry, por una durísima plancha a Lisandro López, aunque el duelo se igualó en la segunda mitad tas la expulsión por doble amarilla de Jérémy Toulalan. En este partido no había grandes jugadas, hasta que Arjen Robben convirtió el único tanto del partido. Ya en la vuelta, en Francia, el Bayern Munich pudo quebrantar al Lyon, gracias a un triplete por parte de Ivica Olić, convirtiéndose así en el primer finalista de la UEFA Champions League 2009-10.
| 20 de abril de 2010 | Inter de Milán                         | 3:1 (1:1) | Barcelona | Estadio Giuseppe Meazza, Milán                                              |                                                                             |
|                     | Sneijder 30' · Maicon 48' · Milito 61' | Reporte   | Pedro 19' | Asistencia: 79.000 espectadores Árbitro(s): Olegário Benquerença (Portugal) | Asistencia: 79.000 espectadores Árbitro(s): Olegário Benquerença (Portugal) |

| 28 de abril de 2010 | Barcelona | 1:0 (0:0) | Inter de Milán | Camp Nou, Barcelona                                                      |                                                                          |
|                     | Piqué 84' | Reporte   |                | Asistencia: 96.214 espectadores Árbitro(s): Frank De Bleeckere (Bélgica) | Asistencia: 96.214 espectadores Árbitro(s): Frank De Bleeckere (Bélgica) |

| 21 de abril de 2010 | Bayern Múnich | 1:0 (0:0) | Olympique de Lyon | Fußball Arena München, Múnich                                        |                                                                      |
|                     | Robben 69'    | Reporte   |                   | Asistencia: 66.000 espectadores Árbitro(s): Roberto Rosetti (Italia) | Asistencia: 66.000 espectadores Árbitro(s): Roberto Rosetti (Italia) |

| 27 de abril de 2010 | Olympique de Lyon | 0:3 (0:1) | Bayern Múnich      | Stade Gerland, Lyon                                                 |                                                                     |
|                     |                   | Reporte   | Olić 26', 67', 78' | Asistencia: 39.414 espectadores Árbitro(s): Massimo Busacca (Suiza) | Asistencia: 39.414 espectadores Árbitro(s): Massimo Busacca (Suiza) |

## Final
Para un detalle completo de la final y sus datos estadísticos véase Final (2009-10)
| 22         | POR        | Hans-Jörg Butt         |     |
| 21         | DEF        | Philipp Lahm           |     |
| 5          | DEF        | Daniel Van Buyten      |     |
| 6          | DEF        | Martín Demichelis      |     |
| 28         | DEF        | Holger Badstuber       |     |
| 17         | MED        | Mark van Bommel        |     |
| 31         | MED        | Bastian Schweinsteiger |     |
| 10         | MED        | Arjen Robben           |     |
| 25         | DEL        | Thomas Müller          |     |
| 8          | DEL        | Hamit Altıntop         | 63' |
| 11         | DEL        | Ivica Olić             | 74' |
| Entrenador | Entrenador | Louis van Gaal         |     |

| 12         | POR        | Júlio César       |       |
| 13         | DEF        | Maicon            |       |
| 6          | DEF        | Lúcio             |       |
| 25         | DEF        | Walter Samuel     |       |
| 26         | DEF        | Cristian Chivu    | 68'   |
| 4          | MED        | Javier Zanetti    |       |
| 19         | MED        | Esteban Cambiasso |       |
| 10         | MED        | Wesley Sneijder   |       |
| 9          | DEL        | Samuel Eto'o      |       |
| 22         | DEL        | Diego Milito      | 90+2' |
| 27         | DEL        | Goran Pandev      | 79'   |
| Entrenador | Entrenador | José Mourinho     |       |

| 18 | DEL | Miroslav Klose | 63' |
| 33 | DEL | Mario Gómez    | 74' |

| 5  | MED | Dejan Stanković | 68'   |
| 11 | MED | Sulley Muntari  | 79'   |
| 23 | DEF | Marco Materazzi | 90+2' |

| Anotado | 35' | Diego Milito | 0–1 |
| Anotado | 70' | Diego Milito | 0–2 |

| Amonestado | 26' | Martín Demichelis |
| Amonestado | 78' | Mark van Bommel   |

| Amonestado | 29' | Cristian Chivu |

| Árbitro             | Howard Webb     |
| Árbitros asistentes | Mike Mullarkey  |
| Árbitros asistentes | Darren Cann     |
| Cuarto árbitro      | Martin Atkinson |

| 22         | POR        | Hans-Jörg Butt         |     |
| 21         | DEF        | Philipp Lahm           |     |
| 5          | DEF        | Daniel Van Buyten      |     |
| 6          | DEF        | Martín Demichelis      |     |
| 28         | DEF        | Holger Badstuber       |     |
| 17         | MED        | Mark van Bommel        |     |
| 31         | MED        | Bastian Schweinsteiger |     |
| 10         | MED        | Arjen Robben           |     |
| 25         | DEL        | Thomas Müller          |     |
| 8          | DEL        | Hamit Altıntop         | 63' |
| 11         | DEL        | Ivica Olić             | 74' |
| Entrenador | Entrenador | Louis van Gaal         |     |

| 12         | POR        | Júlio César       |       |
| 13         | DEF        | Maicon            |       |
| 6          | DEF        | Lúcio             |       |
| 25         | DEF        | Walter Samuel     |       |
| 26         | DEF        | Cristian Chivu    | 68'   |
| 4          | MED        | Javier Zanetti    |       |
| 19         | MED        | Esteban Cambiasso |       |
| 10         | MED        | Wesley Sneijder   |       |
| 9          | DEL        | Samuel Eto'o      |       |
| 22         | DEL        | Diego Milito      | 90+2' |
| 27         | DEL        | Goran Pandev      | 79'   |
| Entrenador | Entrenador | José Mourinho     |       |

| 18 | DEL | Miroslav Klose | 63' |
| 33 | DEL | Mario Gómez    | 74' |

| 5  | MED | Dejan Stanković | 68'   |
| 11 | MED | Sulley Muntari  | 79'   |
| 23 | DEF | Marco Materazzi | 90+2' |

| Anotado | 35' | Diego Milito | 0–1 |
| Anotado | 70' | Diego Milito | 0–2 |

| Amonestado | 26' | Martín Demichelis |
| Amonestado | 78' | Mark van Bommel   |

| Amonestado | 29' | Cristian Chivu |

| Árbitro             | Howard Webb     |
| Árbitros asistentes | Mike Mullarkey  |
| Árbitros asistentes | Darren Cann     |
| Cuarto árbitro      | Martin Atkinson |

|                                          |
| Bandera de Italia                        |
| Campeón F. C. Internazionale 3.er título |

## Goleadores
| Jugador            | Equipo                | Goles | Minutos |
| ------------------ | --------------------- | ----- | ------- |
| Lionel Messi       | Barcelona             | 8     | 928'    |
| Cristiano Ronaldo  | Real Madrid           | 7     | 450'    |
| Ivica Olić         | Bayern Múnich         | 7     | 700'    |
| Mario Balotelli    | Internazionale        | 6     | 936'    |
| Diego Milito       | Internazionale        | 6     | 937'    |
| Nicklas Bendtner   | Arsenal               | 5     | 443'    |
| Wayne Rooney       | Manchester United     | 5     | 486'    |
| Marouane Chamakh   | Girondins de Bordeaux | 5     | 810'    |
| Michael Owen       | Manchester United     | 4     | 267'    |
| Stevan Jovetić     | Fiorentina            | 4     | 287'    |
| Edin Džeko         | Wolfsburgo            | 4     | 540'    |
| Cesc Fàbregas      | Arsenal               | 4     | 607'    |
| Radamel Falcao     | Porto                 | 4     | 640'    |
| Pedro Rodríguez    | Barcelona             | 4     | 650'    |
| Arjen Robben       | Bayern Múnich         | 4     | 690'    |
| Miralem Pjanić     | Olympique de Lyon     | 4     | 750'    |
| Zlatan Ibrahimović | Barcelona             | 4     | 760'    |
| Miloš Krasić       | CSKA Moscú            | 4     | 784'    |

Nota: no se incluyen los goles marcados durante las rondas previas.

## Rendimiento general
| Pos. | Equipo                | Pts. | PJ | G | E | P | GF | GC | Dif. | Rend.  |
| ---- | --------------------- | ---- | -- | - | - | - | -- | -- | ---- | ------ |
| 1    | Inter de Milán        | 27   | 13 | 8 | 3 | 2 | 17 | 9  | +8   | 69.23% |
| 2    | Bayern Múnich         | 22   | 13 | 7 | 1 | 5 | 21 | 15 | +6   | 56.41% |
|      |                       |      |    |   |   |   |    |    |      |        |
| 3    | Barcelona             | 22   | 12 | 6 | 4 | 2 | 20 | 10 | +10  | 61.11% |
| 4    | Olympique de Lyon     | 20   | 12 | 6 | 2 | 4 | 17 | 10 | +7   | 55.56% |
|      |                       |      |    |   |   |   |    |    |      |        |
| 5    | Girondins de Burdeos  | 25   | 10 | 8 | 1 | 1 | 14 | 6  | +8   | 83.33% |
| 6    | Manchester United     | 22   | 10 | 7 | 1 | 2 | 21 | 12 | +9   | 73.33% |
| 7    | Arsenal               | 17   | 10 | 5 | 2 | 3 | 21 | 13 | +8   | 56.67% |
| 8    | CSKA Moscú            | 14   | 10 | 4 | 2 | 4 | 13 | 14 | −1   | 46.67% |
|      |                       |      |    |   |   |   |    |    |      |        |
| 9    | Fiorentina            | 18   | 8  | 6 | 0 | 2 | 18 | 11 | +7   | 75%    |
| 10   | Porto                 | 15   | 8  | 5 | 0 | 3 | 10 | 9  | +1   | 62.5%  |
| 11   | Real Madrid           | 14   | 8  | 4 | 2 | 2 | 16 | 9  | +7   | 58.33% |
| 12   | Sevilla               | 14   | 8  | 4 | 2 | 2 | 13 | 7  | +6   | 58.33% |
| 13   | Chelsea               | 14   | 8  | 4 | 2 | 2 | 12 | 7  | +5   | 58.33% |
| 14   | Stuttgart             | 10   | 8  | 2 | 4 | 2 | 10 | 12 | −2   | 41.67% |
| 15   | Olympiacos            | 10   | 8  | 3 | 1 | 4 | 5  | 8  | −3   | 41.67% |
| 16   | Milan                 | 9    | 8  | 2 | 3 | 3 | 10 | 14 | −4   | 37.50% |
|      |                       |      |    |   |   |   |    |    |      |        |
| 17   | Unirea Urziceni       | 8    | 6  | 2 | 2 | 2 | 8  | 8  | 0    | 44.44% |
| 18   | Juventus              | 8    | 6  | 2 | 2 | 2 | 4  | 7  | −3   | 44.44% |
| 19   | Wolfsburgo            | 7    | 6  | 2 | 1 | 3 | 9  | 8  | +1   | 38.89% |
| 20   | Olympique de Marsella | 7    | 6  | 2 | 1 | 3 | 10 | 10 | 0    | 38.89% |
| 21   | Liverpool             | 7    | 6  | 2 | 1 | 3 | 5  | 7  | −2   | 38.89% |
| 22   | Rubin Kazán           | 6    | 6  | 1 | 3 | 2 | 4  | 7  | −3   | 33.33% |
| 23   | Dinamo de Kiev        | 5    | 6  | 1 | 2 | 3 | 7  | 9  | −2   | 27.78% |
| 24   | Standard de Lieja     | 5    | 6  | 1 | 2 | 3 | 7  | 9  | −2   | 27.78% |
| 25   | AZ Alkmaar            | 4    | 6  | 0 | 4 | 2 | 4  | 8  | −4   | 22.22% |
| 26   | Beşiktaş              | 4    | 6  | 1 | 1 | 4 | 3  | 8  | −5   | 22.22% |
| 27   | Zürich                | 4    | 6  | 1 | 1 | 4 | 5  | 14 | −9   | 22.22% |
| 28   | APOEL Nicosia         | 3    | 6  | 0 | 3 | 3 | 4  | 7  | −3   | 16.67% |
| 29   | Atlético de Madrid    | 3    | 6  | 0 | 3 | 3 | 3  | 12 | −9   | 16.67% |
| 30   | Rangers               | 2    | 6  | 0 | 2 | 4 | 4  | 13 | −9   | 11.11% |
| 31   | Maccabi Haifa         | 0    | 6  | 0 | 0 | 6 | 0  | 8  | −8   | 0%     |
| 32   | Debreceni             | 0    | 6  | 0 | 0 | 6 | 5  | 19 | −14  | 0%     |

 Fuente: 